# تعلم خدمي

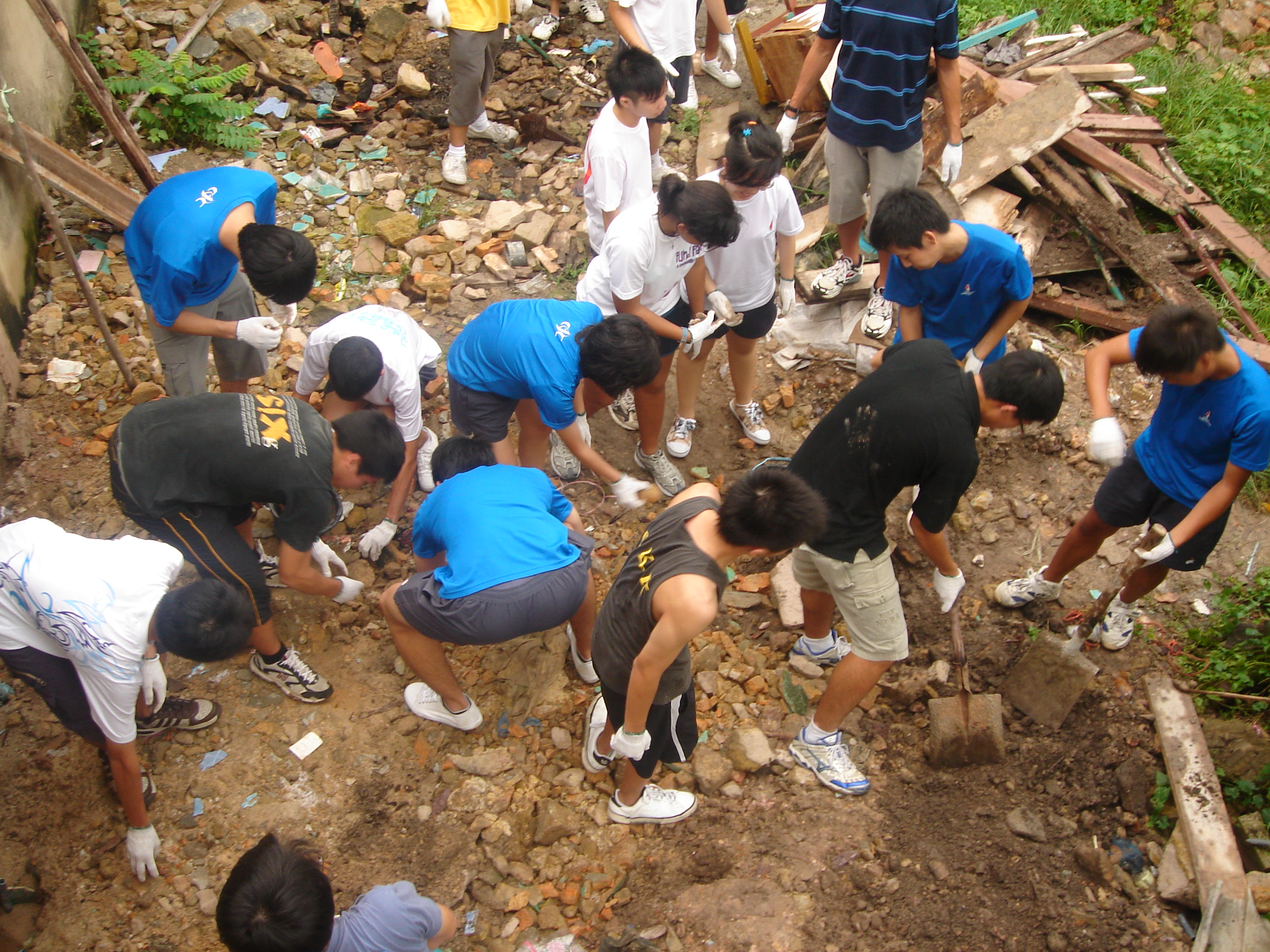

«التعلم الخدمي» أو «التعلم بالخدمة» هي طريقة تدريسية تهدف إلى تنمية معلومات واتجاهات الطلبة، وإكسابهم مهاراتٍ مختلفة، عن طريق مشاركتهم الفاعلة في المجتمع المحلي، بحيث تكون هذه المشاركة مبنية على خبراتٍ تعليميةٍ منظمةٍ ومدروسةٍ، لتحقيق احتياجات المجتمع المحلي، وإيجاد التعاون بين المدرسة والمجتمع. ويقوم هذا النوع من التعلم بتكامل المنهج الدراسي، وإيجاد الوقت المناسب للملاحظة والتفكير، وتهيئة الفرصة لإكساب الطلبة مهاراتٍ أكاديميةً جديدةً، في مواقف حقيقيةٍ تتعلق بحياتهم ومجتمعهم المحلي، وتعزّز ما تم تدريسه في الصف الدراسي بدفع عملية التعليم والتعلم إلى خارج المدرسة، وتطوير حس الاهتمام بالآخرين ورعايتهم. ويمكن تعريف التعلم الخدمي أو التعلم بالخدمة بأنه نموذجٌ تعليميٌ يهدف إلى دمج خدمة المجتمع والتعلم الأكاديمي والتعلم المدني بتوحيد أهداف التعلم مع أهداف خدمة المجتمع، بقصد أن تؤدي هذه الطريقة إلى المنفعة المتبادلة بين متلقي الخدمة والقائم بها.

## تعريف التعلم بالخدمة
التعلم بالخدمة هو طريقة تدريس تجمع بين خدمة المجتمع والتعليم الأكاديمي، كما تركز على التفكير النقدي وتعزيز المسؤولية المدنية. في برنامج التعلم بالخدمة، يشارك الطلاب بشكلٍ منتظمٍ في خدمة المجتمع عن طريق مشاريع تلبي الاحتياجات المحلية، مع تطوير المهارات الأكاديمية، والشعور بالمسؤولية المدنية، والالتزام تجاه تطوير المجتمع.
التعلم بالخدمة هو اسمٌ لطريقة تدريسٍ مختلفةٍ تربط بين خدمة المجتمع والدراسة الأكاديمية، بحيث يقوي كلٌ منهما الآخر. النظرية الأساسية للتعلم بالخدمة هي نظرية ديوي؛ والتي تركّزعلى أن تفاعل المعرفة والمهارات مع التجربة هو مفتاح التعلم. من خلال برنامج التعلم بالخدمة يتعلم الطلاب بشكلٍ أفضلٍ وبصورةٍ تفاعليةٍ؛ فالتعلم لا يتم عن طريق قراءة الكتب العظيمة في غرفةٍ مغلقةٍ، ولكن عن طريق فتح أبواب ونوافذ التجربة واكتساب المهارات. يبدأ التعلم بتعيين مشكلةٍ ما، ويستمر بالنظر في حلولٍ لها، مع تحليل الأفكار التي تزداد تعقيدًا، وتطوير المهارات اللازمة بشكلٍ متزايدٍ.

## ما يميّز التعلم بالخدمة عن التعليم الأكاديمي التقليدي
يعد التعلم بالخدمة شكلًا من أشكال التعليم التجريبي، حيث يشارك الطلاب في الأنشطة التي تخاطب الإنسان واحتياجات المجتمع، مع الاستفادة من الفرص المنظمة المصممة عمدًا لتعزيز تعلم الطلاب وتطوير فهمهم.
يحدد المركز الوطني للتعلم بالخدمة (National Center for Service-Learning) ثلاث خصائص رئيسية للتعلم بالخدمة:
1.    يشكّل التعلم بالخدمة نشاطًا يركّز على تلبية حاجة الفرد في المجتمع، حيث تكون هناك حاجةٌ لها علاقة برفاهية الأفراد و/ أو البيئة التي يعيشون فيها.
2.    تحقق الأهداف الأكاديمية والمدنية الرئيسية التي يتعين تحقيقها من خلال الجمع بين التعلم وخدمة المجتمع.
1.    توفر فرصًا للطلاب للتفكير في تجربتهم وعلاقتها بأهدافٍ أكاديميةٍ/ مدنيةٍ محددةٍ مدمجةٍ في مشروع خدمةٍ.

## الهدف من تطبيق التعلم بالخدمة
يسعى التعلم بالخدمة إلى إشراك الأفراد في الأنشطة التي تجمع بين خدمة المجتمع والتعلم الأكاديمي. لأن برنامج «التعلم بالخدمة» عادةً ما تكون متجذرةً في الدورات الرسمية (الأكاديمية الأساسية أو الاختيارية أو المهنية)، وعادةً ما تستند مشاريع الخدمة على مفاهيم المناهج الدراسية التي يتم تدريسها. وليس الهدف منها إعداد الطلاب للتكيّف مع التغيرات الاجتماعية، بل تطوير قدراتهم الأخلاقية والفكرية ليصبحوا عوامل تغييرٍ في المجتمع.
وفقًا لديوي (1916)، يتحمل التعليم مسؤولية القيام بأكثر من «تعليم» الطلاب بالمعنى الأكاديمي. يجب أن يطور التعليم الطلاب إلى أقصى إمكاناتهم، وإعدادهم ليصبحوا مساهمين هادفين في المجتمع. لذا، لا ينبغي عزل الخبرة الأكاديمية عن تجربة الحياة، ويجب أن يعزّز التعليم الرسمي التنمية الشخصية للطالب من خلال تفاعله مع المجتمع. يجب أن تكون المدرسة نفسها حياةً مجتمعيةً في كل ما يعنيه ذلك، ويجب أن يكون التعلم في المدرسة مستمرًا خارج محيط المدرسة أيضًا.

## التعلم بالخدمة وتطوير المجتمع
التعلم بالخدمة هو تجربة تعليمية حاملة للائتمان، حيث يشارك فيها الطلاب في مشروع خدمةٍ منظمةٍ مخططٍ لها جيدًا، ويتم تحديد المشروع بحيث يلبي احتياجات المجتمع. وينتج عنه تحقيق المزيد من المكاسب من فهم محتوى المنهج الدراسي، وتقديرٍ أوسعٍ للنظم والمنهجية، وتعزيز الإحساس بالمواطنة والمسؤولية.
لبرنامج التعلم بالخدمة دورٌ أساسيٌ في تطوير المجتمع. فالتعلم بالخدمة هو منهجٌ تعليميٌ يربط بين المناهج الدراسية وقضايا المجتمع واحتياجاته. ويُشرك التعلم بالخدمة الطلاب في المشاريع التي تخدم المجتمع وتبني قدراتهم الاجتماعية والأكاديمية.ويساعد أيضًا في تعزيز العمل التطوعي لدى الطلبة. فالتعلم بالخدمة هو علم التربية الذي يربط الدراسة الأكاديمية بالتجربة العملية لخدمة المجتمع. يوحِّد التعلم بالخدمة الدراسة الأكاديمية وخدمة المجتمع التطوعي بطرقٍ تعزز بعضها البعض.

## الخبرات والمهارات المكتسبة
يوفّر برنامج التعلم بالخدمة الخبرات التعليمية التالية:
• من خلال المشاركة النشطة في مشروع خدمةٍ منتظمةٍ، يتعلم الطلاب ويطورون بعنايةٍ الخبرات التي تلبي احتياجات المجتمع الفعلية، ويتم تنفيذ مشاريع الخدمة بالتعاون مع المدرسة ومراكز الخدمات المجتمعية؛
• يتم دمج مشاريع الخدمة في المناهج الأكاديمية للطلاب، بحيث توفّر وقتًا منتظمًا للطالب للتفكير والتحليل حول القضية الاجتماعية في مرحلة تخطيط مشروع الخدمة، والتحدث أو الكتابة عما فعله وشاهده أثناء تنفيذه للمشروع نفسه؛
• يوفّر للطلاب فرصًا لاستخدام المهارات والمعرفة المكتسبة حديثًا في مواقف الحياة الواقعية في مجتمعاتهم؛ و
• يعزّز البرنامج ما يتم دراسته، من خلال توسيع نطاق تعلم الطلاب خارج الصف الدراسي وانخراطهم في المجتمع، والذي يساعد على تنمية الإحساس باحتياجات الآخرين والتفكير في طرقٍ لرفعها وتحسين أوضاعهم.

## مبادئ الممارسة الجيدة لبرنامج التعلم بالخدمة
• إشراك الجميع في الأعمال المسؤولة والصعبة من أجل الصالح العام.
• توفير فرصٍ منظمةٍ للأشخاص للتفكير بشكلٍ حاسمٍ في تجربة خدمتهم.
• تحديد أهداف خدمة وتعلم واضحة لجميع المعنيين.
• السماح لذوي الاحتياجات بالحصول على تلك الاحتياجات.
• توضيح مسؤوليات كل شخصٍ ومنظمةٍ معنية.
• يشمل التدريب، والإشراف، والمراقبة، والدعم، والاعتراف، والتقييم لتلبية الخدمة وأهداف التعلم.
• التأكد من أن الالتزام الزمني للخدمة والتعلم مرنٌ ومناسبٌ ويخدم المصلحة العامة من كل المعنيين.
• الالتزام بالمشاركة في البرنامج مع مختلف السكان.

## مخرجات التعلم بالخدمة

### يفيد التعلم بالخدمة الطلاب من خلال
• ربط النظرية بالتطبيق
• تعميق فهم المواد الدراسية
• تعزيز الشعور بالمسؤولية المدنية من خلال المشاركة المدنية
• السماح للطلاب باستكشاف المسارات الوظيفية الممكنة
• التأكيد على أهمية الترابط الاجتماعي وتحسين أوضاع معيشة الإنسان
• تطوير المهارات المهنية ذات الصلة
• توفير الخبرة في العمل الجماعي والتواصل بين الأشخاص
• تعزيز التفاعل مع الناس من خلفياتٍ متنوعةٍ
• غرس الشعور بالتمكين الذي يعزز احترام الذات
• تخطي مرحلة الاعتماد الطبيعي والأنانية النابعة في مرحلة الطفولة، وتنميتها إلى ترابطٍ شخصيٍ ناضجٍ وانخراطٍ في المجتمع
• توجيه قدرات الشباب نحو الخدمة والعمل التطوعي
• تطوير مهارات الاتصال والقيادة، والتي تساعد في تنمية قدرات الطلاب على تطبيق ما يتعلمونه في العالم الحقيقي
• تطوير مهارات الفهم والإدراك، وتحليل القضايا، والتفكير النقدي، والتنمية المعرفية

### يفيد التعلم بالخدمة أعضاء هيئة التدريس من خلال
• توفير طرق جديدة ومثيرة لتدريس مادةٍ مألوفةٍ
• طرح تحديات التطوير المهني
• إشراك أعضاء هيئة التدريس في تفاعلاتٍ هادفةٍ مع المجتمع ككل
• تشجيع أعضاء هيئة التدريس على تكوين علاقاتٍ إرشاديةٍ وثيقةٍ وتفاعليةٍ مع الطلاب
• تذكير أعضاء هيئة التدريس بالنتائج المباشرة لتدريسهم على المجتمع
• ربط أعضاء هيئة التدريس عبر التخصصات الأكاديمية من خلال نهجٍ مشتركٍ في التدريس

### يفيد التعلم بالخدمة المجتمعات من خلال
• تكوين شراكاتٍ تعزز التفاعلات الإيجابية بين المدرسة/ الحرم الجامعي والمجتمع
• توفير الوصول إلى خبراء أعضاء هيئة التدريس والجيل القادم من الخبراء
• تحديد ومعالجة وحل المشكلات المحلية بطرقٍ فعالةٍ وخلاقةٍ
• تنمية أجيال المستقبل من المواطنين المشاركين
• تشجيع التفاعل بين الأجيال والثقافات
• ترسيخ التعاون والتعاضد كقيمٍ ضمن الثقافة المحلية
المساهمة في تنمية المجتمع وتجديده والاستثمار في مواطنين ذوي عقلية مجتمعية
• حصول المؤسسات على دفعةٍ من الإبداع والحماس من الطلاب المشاركين
• ترسيخ قيم للتعايش والتضامن والمساعدة والتفكير بالآخرين
• يعزز حس المسؤولية المجتمعية ويساعد على الالتزام بالخدمة والعمل التطوعي مدى الحياة

### يفيد التعلم بالخدمة التعليم من خلال
• يعالج التعلم بالخدمة العديد من الأهداف الرئيسية لإصلاح التعليم
• توفير خدماتٍ قيّمةٍ وتحسين المناخ المدرسي
• تعزيز العلاقات والشراكات بين المدارس ومؤسسات المجتمع المدني ذات الطابع الخدمي
• تخريج جيلٍ مسؤولٍ وواعٍ بالقضايا الاجتماعية وبدوره في تطوير المجتمع.